# Danthonia chiapasensis
Danthonia chiapasensis är en gräsart som beskrevs av Gerrit Davidse. Danthonia chiapasensis ingår i släktet knägrässläktet, och familjen gräs. Inga underarter finns listade i Catalogue of Life.